# Röderland
Röderland is een gemeente in de Duitse deelstaat Brandenburg, en maakt deel uit van het Landkreis Elbe-Elster.
Röderland telt 3.823 inwoners.

## Geschiedenis
De gemeente Röderland is op 26 oktober 2003 ontstaan door de fusie van de toenmalige zelfstandige gemeenten Haida, Prösen, Reichenhain, Saathain, Stolzenhain an der Röder en Wainsdorf.

## Indeling gemeente
De gemeente bestaat uit de volgende Ortsteile:
- Haida
- Prösen
- Reichenhain
- Saathain
- Stolzenhain an der Röder, Stolzenhain
- Wainsdorf
- Würdenhain

## Demografie
- Ontwikkeling van de bevolking sinds 1875 binnen de huidige grenzen (blauwe lijn: Bevolking; stippellijn: Vergelijking van de ontwikkeling van de bevolking van de deelstaat Brandenburg, Grijze achtergrond: tijdens de nazi-regering, Rode achtergrond: tijdens de communistische regering)
- Recente ontwikkeling van de bevolking (blauwe lijn) en prognoses

### Inwonertallen
Ontwikkeling van de bevolking binnen de huidige grenzen (2013) van Röderland.
| Jaar | Inwoners |
| ---- | -------- |
| 1875 | 2 267    |
| 1890 | 2 434    |
| 1910 | 2 900    |
| 1925 | 4 010    |
| 1933 | 4 702    |
| 1939 | 5 405    |
| 1946 | 6 964    |
| 1950 | 6 751    |
| 1964 | 5 929    |
| 1971 | 5 950    |

| Jaar | Inwoners |
| ---- | -------- |
| 1981 | 5 542    |
| 1985 | 5 545    |
| 1989 | 5 431    |
| 1990 | 5 400    |
| 1991 | 5 244    |
| 1992 | 5 149    |
| 1993 | 5 181    |
| 1994 | 5 149    |
| 1995 | 5 145    |
| 1996 | 5 166    |

| Jaar | Inwoners |
| ---- | -------- |
| 1997 | 5 172    |
| 1998 | 5 175    |
| 1999 | 5 104    |
| 2000 | 5 061    |
| 2001 | 5 011    |
| 2002 | 4 941    |
| 2003 | 4 844    |
| 2004 | 4 775    |
| 2005 | 4 705    |
| 2006 | 4 633    |

| Jaar | Inwoners |
| ---- | -------- |
| 2007 | 4 551    |
| 2008 | 4 477    |
| 2009 | 4 403    |
| 2010 | 4 358    |
| 2011 | 4 200    |
| 2012 | 4 161    |
| 2013 | 4 072    |
| 2014 | 3 990    |
| 2015 | 3 957    |
| 2016 | 3 915    |

| Jaar | Inwoners |
| ---- | -------- |
| 2017 | 3 897    |
| 2018 | 3 836    |
| 2019 | 3 853    |